# Giorgione
Giorgione (egentligen Giorgio da Castelfranco), född  1477 eller 1478 i Castelfranco Veneto, död 1510 i Venedig, var en italiensk målare inom den venetianska högrenässansen. Senare har han ibland tilldelats det felaktiga familjenamnet Barbarelli.

## Biografi
Trots sin korta verksamhet – han avled tidig i pesten – kom Giorgíone att tidigt vinna rykte som en av renässansens främsta konstnärer. Föregångarna Giovanni Bellini och Vittore Carpaccios "quattrocentostil" utvecklar Giorgione till full högrenässans och framstår därigenom som en banbrytande mästare vid sidan av Leonardo da Vinci och Correggio. Endast ett fåtal verk är med säkerhet utförda av honom: 
- Tronande Madonna i domen i hans hemstad Castelfranco Veneto från omkring 1504
- De tre filosoferna (omkring 1508–1509) på Kunsthistorisches Museum i Wien. Målningen har tolkats som tre medlemmar av ett hemligt ordenssällskap, föregångare till frimurarordnarna.
- Giorgiones familj i Palazzo Giovanelli i Venedig, med konstnärens främsta landskapsmålning
- Slumrande Venus i Gemäldegalerie Alte Meister i Dresden målades 1508–1510. Målningen har varit förlaga till en mängd venusporträtt. Målningen har senare förändrats av Tizian, som lagt till bakgrundslandskapet.
- Slutligen den mest kända, Stormen, målad omkring 1506 och idag utställd i Gallerie dell'Accademia. Målningen har blivit skadad och reparerats flera gånger

Till dessa verk kommer ett flertal målningar vars attribuering är omstridd. Den mest kända är Konserten i Palazzo Pitti i Florens. Den har möjligen utförts av Tizian efter Giorgiones utkast. Giorgione tillskrivs även andra målningar med större eller mindre rätt, såsom Lantlig konsert. Även här har Tizian föreslagits som alternativ skapare av verket. Vidare Madonna med den helige Rochus (i Pradomuseet, ofullbordad), porträtt av en yngling (i Alte Nationalgalerie), Judit (Eremitaget), Äktenskapsbryterskan (Glasgow), samt motstyckena Salomons dom och Moses eldprov (Uffizierna), vilka antas tillhöra hans tidigaste verk.
Giorgiones betydelse var främst som tillskyndare av den omvandling, som det venetianska måleriet vid 1500-talet genomgick. Tizian och de andra högrenässansmålarna byggde på Giorgiones måleri. Med det flödande ljusets hjälp skapade Giorgione fri rymd kring sina figurer, och genom dess fördelning i bildytan binder han figurer och landskap till konstnärlig enhet. Målningssättet är brett flytande, färgerna kraftigt lysande men genom ett varmt gyllene ljusdunkel förbundna i mjuk harmoni. Mycket lite är dock känt om hans liv och under 1900-talet började man att ifrågasätta hans tidigt bland annat av Giorgio Vasari grundmurade ryktbarhet som överdriven.

## Bilder
| - Judit (1504). - Stormen (omkring 1508). - Slumrande Venus (omkring 1510). |

### Webbkällor
- Gentili, Augusto (2001). ”GIORGIO da Castelfranco, detto Giorgione”. Dizionario Biografico degli Italiani – Volume 55. Treccani. http://www.treccani.it/enciclopedia/giorgio-da-castelfranco-detto-giorgione_%28Dizionario-Biografico%29/. Läst 4 april 2016.